# San Fele
San Fele község (comune) Olaszország Basilicata régiójában, Potenza megyében.

## Fekvése
A megye északnyugati részén fekszik. Határai: Atella, Bella, Castelgrande, Filiano, Muro Lucano, Rapone, Ruvo del Monte és Rionero in Vulture.

## Története
A települést 960-ban alapították. Ekkor épült meg vára I. Ottó német-római császár parancsára. A 19. század elején, amikor a Nápolyi Királyságban felszámolták a feudalizmust, önálló község lett.

## Népessége
A népesség számának alakulása:

## Főbb látnivalói
- Madonna di Pierno-szentély
- Madre di Santa Maria della Quercia-templom